# Dawn of Victory
Dawn of Victory es el tercer álbum de estudio de la banda italiana  de power metal sinfónico Rhapsody of Fire. Fue publicado el 30 de octubre del 2000 por medio de Limb Music.
Es el tercer capítulo de la Emerald Sword Saga. Si Symphony of Enchanted Lands, el álbum anterior, fue el que forjo su estilo característico, entonces Dawn of Victory es el disco que le permitió a la banda difundir dicho estilo a un público mayor. El disco tuvo una buena recepción y un reconocimiento a nivel mundial que lanzó a la banda a la fama en muchos países fuera del continente. En este álbum el grupo estrena una de sus canciones más emblemáticas que sigue siendo interpretada por el grupo en la actualidad, Dawn of Victory, además, en este álbum la banda introduce al personaje Dargor como un villano, dicho personaje tendría un papel importante tanto en esta como en la saga sucesora.  

## Canciones
| N.º | Título                                                                                                | Duración |  |
| 1.  | «Lux Triumphans» (Luz Triunfante)                                                                     | 2:00     |  |
| 2.  | «Dawn of Victory» (Amanecer de la Victoria)                                                           | 4:47     |  |
| 3.  | «Triumph for my Magic Steel» (Triunfo para mi Acero Mágico)                                           | 5:46     |  |
| 4.  | «The Village of Dwarves» (La Aldea de los Enanos)                                                     | 3:52     |  |
| 5.  | «Dargor, Shadowlord of the Black Mountain» (Dargor, Señor Sombrío de la Montaña Negra)                | 4:48     |  |
| 6.  | «The Bloody Rage of the Titans» (La Sangrienta Ira de los Titanes)                                    | 6:23     |  |
| 7.  | «Holy Thunderforce» (Sagrada Fuerza del Trueno)                                                       | 4:21     |  |
| 8.  | «Trolls in the Dark» (Trolls en la Oscuridad)                                                         | 2:32     |  |
| 9.  | «The Last Winged Unicorn» (El Último Unicornio Alado)                                                 | 5:43     |  |
| 10. | «The Mighty Ride of the Firelord» (La Poderosa Cabalgata del Señor del Fuego)                         | 9:16     |  |
| 11. | «Holy Thunderforce»                                                                                   | 4:20     |  |
| 12. | «Dargor, Shadowlord of the Black Mountain [Versión extendida] [Bonus Track]»                          | 8:32     |  |
| 13. | «Forest of Unicorns (agregado de Legendary Tales el primer disco de la banda)» (Bosque de Unicornios) | 4:59     |  |

Además posee una edición de lujo el cual consta de vídeos, fotos, wallpapers y posee 3 temas extra.

## Formación
Rhapsody
- Fabio Lione - Voz
- Luca Turilli - Guitarra eléctrica, Guitarra acústica, Guitarra clásica.
- Alex Staropoli - Teclado, Clavicémbalo, Piano.
- Alessandro Lotta - Bajo eléctrico.
- Alex Holzwarth - Batería, Percusión.

Personal adicional
- Sir Jay Lansford – narración.
- Laurence Vanryne – actuación de voz de niño en la pista 8.
- Constanze Backes – interpete barroco
- Manuel Staropoli – flauta, interpete barroco.
- Thunderforce – Batería y percusión adicional.
- Maggie Ardorf – violín.
- Andreas Lamken - conductor de coros.

Coros
- Helmstedt Kammerchoir, Robert Hunecke-Rizzo, Thomas Rettke, Michael Rodenberg, Cinzia Rizzo y Florinda Klevisser.

Producción
- Michael Rodenberg – producción e ingeniería.
- Sascha Paeth – producción, ingeniería, mezcla, masterización.
- R. Limb Schnoor – productor ejecutivo.
- Karsten Koch – fotografía.
- Marc Klinnert – carátula.
- Robert Paiste – diseño.[4]

## Curiosidades
- Algunos acordes de la entrada de la canción Eternal Glory (Symphony of Enchanted Lands) son idénticos al coro de The Mighty Ride of the Firelord.

- La Banda Chilena "Galahad" en su canción "Llanto de Huida", tiene un solo de guitarra idéntico al de "Dargor, Shadowlord Of The Black Mountain"